# Curcuma thailandica
Curcuma thailandica là một loài thực vật có hoa trong họ Gừng. Loài này được Thawatphong Boonma và Surapon Saensouk mô tả khoa học đầu tiên năm 2020. Tên gọi địa phương: oum-nong, krachiew-lueng. Mẫu định danh: Boonma T. no.1; thu thập ngày 19 tháng 7 năm 2018 tại huyện Tak Fa, tỉnh Nakhon Sawan, Thái Lan.

## Phân bố
Loài này có tại các tỉnh Lopburi và Nakhon Sawan, trung tây Thái Lan. Môi trường sống là rừng lá sớm rụng, ở cao độ 50–250 m.

## Mô tả
Loài này gần giống nhất với C. flaviflora, C. pambrosima và C. rhomba về mặt hình thái.